# Dinamo Duszanbe
Dinamo Duszanbe (tadż. Клуби футболи «Динамо» Душанбе) – tadżycki klub piłkarski, mający siedzibę w stolicy kraju, Duszanbe.

## Historia
Chronologia nazw:
- 1936: Dinamo Stalinabad (ros. «Динамо» Сталинабад)
- 1960: Pogranicznik Stalinabad (ros. «Пограничник» Сталинабад)
- 1961: Pogranicznik Duszanbe (ros. «Пограничник» Душанбе)
- 1971: Dinamo Duszanbe (ros. «Динамо» Душанбе)
- 199?: klub rozformowany
- 1996: Dinamo Duszanbe (ros. «Динамо» Душанбе)

Piłkarski klub Dinamo został założony w miejscowości Stalinabad w 1936 roku. W 1937 zespół startował w rozgrywkach o Puchar ZSRR, a w 1946 debiutował w Grupie III Mistrzostw ZSRR. W 1947 już grał w Grupie II. W 1948 po reorganizacji systemu lig został włączony do rozgrywek w Grupie I, ale po 2 kolejkach liczba drużyn w lidze została zredukowana i Dinamo kontynuował rozgrywki na poziomie amatorskim. W 1960 zmienił nazwę na Pogranicznik. 10 listopada 1961 Stalinabad został przemianowany na Duszanbe. W 1971 klub powrócił do nazwy Dinamo Duszanbe. Na początku lat 90. XX wieku klub został rozformowany.
W 1996 z inicjatywy Ministerstwa Spraw Wewnętrznych Tadżykistanu klub Dinamo Duszanbe został reaktywowany. W debiutowym sezonie Wyższej Ligi Tadżykistanu zdobył mistrzostwo kraju. Wtedy średni wiek piłkarzy wynosił 19 lat. W sezonie 1997/98 debiutował w rozgrywkach pucharów azjatyckich.
W 2007 roku klub połączył się z nowo utworzonym Orijono Duszanbe, zachowując swoją oryginalną nazwę. Zespół zagrał swój ostatni sezon w najwyższej klasie w 2008 roku, a następnie kontynuował swoje występy w niższych ligach Mistrzostw.

## Sukcesy

### Trofea międzynarodowe
| \| \| Zdobyte trofea w rozgrywkach międzynarodowych (stan na: 31-12-2015) \| |                                                                     |      |          |
| Rozgrywki                                                                    | Osiągnięcie                                                         | Razy | Sezon(y) |
| · Liga Mistrzów AFC                                                          | zdobywca                                                            | 0    |          |
| · Liga Mistrzów AFC                                                          | finalista                                                           | 0    |          |
| · Liga Mistrzów AFC                                                          | runda pośrednia                                                     | 1    | 1997/98  |
| Puchar AFC                                                                   | zdobywca                                                            | 0    |          |
| Puchar AFC                                                                   | finalista                                                           | 0    |          |
| Azjatycki Puchar Zdobywców                                                   | zdobywca                                                            | 0    |          |
| Azjatycki Puchar Zdobywców                                                   | finalista                                                           | 0    |          |
| Puchar Prezydenta AFC                                                        | zdobywca                                                            | 0    |          |
| Puchar Prezydenta AFC                                                        | finalista                                                           | 0    |          |
| FIFA                                                                         | Zdobyte trofea w rozgrywkach międzynarodowych (stan na: 31-12-2015) |      |          |

### Trofea krajowe
Tadżykistan
| \| \| Zdobyte trofea w rozgrywkach Tadżykistanu (stan na: 31-12-2015) \| |                                                                 |      |          |
| Rozgrywki                                                                | Osiągnięcie                                                     | Razy | Sezon(y) |
| Mistrzostwo                                                              | I miejsce                                                       | 1    | 1996     |
| Mistrzostwo                                                              | II miejsce                                                      | 0    |          |
| Mistrzostwo                                                              | III miejsce                                                     | 0    |          |
| Puchar                                                                   | zdobywca                                                        | 0    |          |
| Puchar                                                                   | finalista                                                       | 0    |          |
| Puchar                                                                   | półfinalista                                                    | 1    | 2007     |
| II liga                                                                  | I miejsce                                                       | 0    |          |
| II liga                                                                  | II miejsce                                                      | 0    |          |
| II liga                                                                  | III miejsce                                                     | 0    |          |
| Tadżykistan                                                              | Zdobyte trofea w rozgrywkach Tadżykistanu (stan na: 31-12-2015) |      |          |

ZSRR
| \| \| Zdobyte trofea w rozgrywkach Związku Radzieckiego (stan na: 31-12-1991) \| |                                                                         |      |                         |
| Rozgrywki                                                                        | Osiągnięcie                                                             | Razy | Sezon(y)                |
| Mistrzostwo                                                                      | I miejsce                                                               | 0    |                         |
| Mistrzostwo                                                                      | II miejsce                                                              | 0    |                         |
| Mistrzostwo                                                                      | III miejsce                                                             | 0    |                         |
| Mistrzostwo                                                                      | wyłączony po 2 meczach                                                  | 1    | 1948                    |
| Puchar                                                                           | zdobywca                                                                | 0    |                         |
| Puchar                                                                           | finalista                                                               | 0    |                         |
| Puchar                                                                           | ćwierćfinalista                                                         | 1    | 1939                    |
| II liga                                                                          | I miejsce                                                               | 0    |                         |
| II liga                                                                          | II miejsce                                                              | 0    |                         |
| II liga                                                                          | III miejsce                                                             | 0    |                         |
| II liga                                                                          | 5. miejsce                                                              | 1    | 1947 (turniej finałowy) |
|                                                                                  | Zdobyte trofea w rozgrywkach Związku Radzieckiego (stan na: 31-12-1991) |      |                         |

- Mistrzostwo Tadżyckiej SRR:
  - mistrz (7x): 1937, 1949, 1950, 1951, 1953, 1955, 1958
- Puchar Tadżyckiej SRR:
  - zdobywca (12x): 1938, 1939, 1940, 1941, 1946, 1949, 1950, 1952, 1953, 1955, 1959, 1971
- Puchar WNP:
  - 4.miejsce w grupie: 1997

## Stadion
Klub rozgrywa swoje mecze domowe na Centralnym stadionie republikańskim (były stadion im. Frunze, Pamir) w Duszanbe, który może pomieścić 21 400 widzów.

## Piłkarze
Znani piłkarze:
| - Fathullo Fathullojew - Rahmatullo Fuzajlow - Aliszer Hakberdijew - Dżamszed Ismoilow - Wladimir Klimanow - Furug Kodirow - Denis Kulbajew - Assatullo Norow | - Nizom Rahimow - Eradż Radżabow - Samad Szohzuhurow - Nadżmiddin Tolibow - Aliszer Tuhtajew - Dawronżon Tuhtasunow - Farhod Wosijew |

## Trenerzy
...
- 1939:  Władimir Głazunow

...
- 1946:  Konstantin Pogoriełow

...
- 1948:  Pawieł Zabielin

...
- 1951:  Gieorgij Mazanow

...